# Okto
Okto, es un canal televisivo en Singapur, de Mediacorp. Okto es un canal destinado al público adolescente y a los adultos jóvenes, similar a Canal U. El canal se encuentra en MediaCorp televisión12 Central y al aire en la frecuencia 495.25 MHz.
La palabra "okto" significa "8" en griego. Pero no tiene que ser confundido con Mediacorp Canal 8, Mediacorp principal canal de lengua china Estándar. A pesar del significado del nombre del canal, el canal está aireado por encima del canal 30 para aquellos que la reciben por canal de aire, o canal 25 para aquellos que utilizan StarHub. Para StarHub suscriptores de televisión, en canal se encuentra por encima canal 108.
Okto Tiene una mascota de nombró Ollie, quién era originalmente nombrado OktoBoy. Este fue introducido en 2011.

## Historia
El 1 de septiembre de 1995, Canal 8 empezó una transmisión de 24 horas. Premiere 12 se lanzó para incluir más los programas de los niños (principalmente para Pre-niños escolares) y cobertura de deportes. Premiere 12 más tarde incluyó Tamil programas y estuvo rebautizado como Central, el 30 de enero de 2000.
- Datos: Q4209466